# Mazury (Kowale Oleckie)
Mazury ist eine kleine Siedlung (polnisch Osada) in der polnischen Woiwodschaft Ermland-Masuren, die zur Landgemeinde Kowale Oleckie (Kowahlen, 1938 bis 1945 Reimannswalde) im Powiat Olecki (Kreis Oletzko, 1933 bis 1945 Kreis Treuburg) gehört.
Der Ort liegt sie sehr abseits vom Straßenbetrieb und ist so ein angemessenes „Tor“ zum gleichnamigen Naturschutzgebiet.
Mazury liegt im Nordosten der Woiwodschaft Ermland-Masuren am Südostrand des Borkener Forsts (auch: Borker Heide, polnisch Puszcza Borecka), 18 Kilometer nordwestlich der Kreisstadt Marggrabowa (1928 bis 1945: Treuburg, polnisch Olecko). Es besteht ein Namenszusammenhang mit dem einen Kilometer südlich gelegenen aber schon zur Landgemeinde Świętajno (Schwentainen) gehörenden Dorf Mazury (Masuhren, 1938 bis 1945 Masuren). Vor 1945 scheinen die heutige Siedlung und das Dorf geographisch zusammengehangen zu haben.

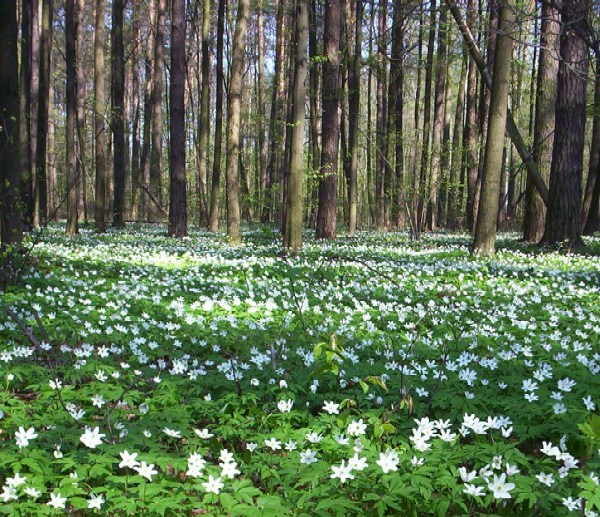
Buschwindröschenfeld im Reserwat przyrody Mazury/Naturschutzgebiet Masuren

Die zur Landgemeinde Kowale Oleckie gehörende kleine Ortschaft ist jetzt Bezugspunkt für das wenige Kilometer weiter nordwestlich gelegene Rezerwat przyrody Mazury („Naturschutzgebiet Masuren“), das zwischen den Gewässerflächen des Jezioro Szwałk Wielki (Großer Schwalgsee), Jezioro Piłwąg (Pillwungsee) und Jezioro Łażno (Haschner See) sich erstreckt.
Kirchlich ist die Siedlung Mazury zur katholischen Pfarrgemeinde in Cichy (Czychen, 1938 bis 1945 Bolken) im Bistum Ełk bzw. zur evangelischen Kirche in Gołdap (Goldap) in der Diözese Masuren orientiert. 